# 村上春樹
村上春樹（日语：／ Murakami Haruki ?，1949年1月12日—），日本小說家、美國文學翻譯家。热爱音乐。29歲開始寫作，第一部作品《聽風的歌》，即獲得日本群像新人奖，1987年第五部長篇小說《挪威的森林》在日本暢銷四百萬冊，廣泛引起「村上現象」。
村上春樹作品的寫作風格深受歐美作家影響，基調輕盈，少有日本戰後陰鬱沉重的文字氣息。被稱作第一個純正的「二戰後時期作家」，並譽為日本1980年代的文學旗手。

## 生平小傳

### 成為作家前的村上春樹
村上春樹出生於京都市伏見區，為家中独子，個性內向。父母親都是中學日文教師，母親在婚後成為全職的家庭主婦。雙親對春樹的管教開明嚴謹，鼓勵閱讀，因此春樹很小就可以看自己愛看的書，嗜讀若渴。12歲時全家搬到鄰近的兵庫縣芦屋市，家中訂閱的兩套世界文學叢書，培養出春樹對西方文學的愛好。父親從小就輔導春樹學習日文，期望培養他對日本古典文學的興趣，但是他始終興致缺缺。村上春樹曾說：「在整個成長過程中，我從來不曾被日本小說深刻感動過。」
村上春樹討厭唸書，國中時期常因不用功挨老師打，一套中央公論社出版的《世界歷史》全集卻能反覆讀個滾瓜爛熟。他自承內心有顆固執的叛逆因子，對別人給的東西怎麼樣都無法乖乖接受：「不想學的、沒興趣的東西，再怎麼樣都不學。」進了神戶高中之後變本加厲，幾乎天天打麻將、和女生廝混、抽菸、蹺課，樣樣都來，不過成績始終能維持在一定水準。高中時期他常在校刊上發表文章，喜歡閱讀二手便宜的歐美原文小說，一段段翻譯自己喜歡的美國驚悚小說並沉浸於閱讀譯文的體驗。他對循序漸進的教學方式不怎麼耐煩，所以英文成績始終平平，後來他在文章裡寫道：「如果當時的英語老師知道我現在正在做大量的翻譯工作的話，可能會無法理解吧。」此外他也開始對美國音樂著迷，聽過亞特·布雷基（Art Blakey）與爵士信使樂團（The Jazz Messengers）在1964年的現場演唱會錄音帶後，他就把午餐錢省下來購買爵士唱片，從13歲到現在都一直有收集唱片的習慣。
高中畢業後村上報考法律系落榜，當了一年的浪人(重考生)。1967年在圖書館裡「一面昏昏沉沉地打瞌睡一面無謂地浪費了一年」，他在一本英文參考書裡讀到楚門·柯波帝的短篇小說《無頭鷹》（The Headless Hawk）而大受感動，也更確定自己喜歡的是文學而非法律。後來村上重考考取東京早稻田大學文學部戲劇系，起先住在一間由財團法人經營的學生宿舍「和敬塾」（這間宿舍後來被村上寫進《挪威的森林》），住了半年後就搬到一間小公寓裡，好享有個人隱私的自由。
1960年代末的日本正逢學生運動的狂潮，大學長期遭封鎖而停課，深受影響的村上幾乎沒有上課，他說：「高中時，我不讀書；大學時，我是真的沒讀書。」面臨如火如荼的學生運動，村上原本採取支持的態度，雖未曾參加過任何團體，卻也在個人所能做到的範圍內盡量採取行動，但後來隨著反體制的派系間對立加深，竟鬧出人命，使他開始對運動的方式感到幻滅，最後走向更個人的領域，決心埋首於書本、音樂和電影。他流連地下爵士酒吧，喝到爛醉，也曾徒步自助旅行，累了就露宿街頭，接受陌生人的施捨（這段經歷後來也寫進了《挪威的森林》）。
1968年4月開學後，村上認識了同堂上課的高橋陽子。當時陽子仍有交往對象，然在不久之後日本學運風潮（全共鬥時期）興起，兩人才開始出雙入對。1971年22歲的村上跟陽子決定廝守終生，男方家長並不贊成村上未完成學業就草率邁出人生的下一步。但是陽子的父親意外通融明理，岳父只問了一句：「你愛陽子嗎？」促使同年10月，村上不顧家裡反對再休學一年（後來花了七年才修完大學學分）偕同陽子到區公所註冊結婚，隨後搬去與陽子父親同住。
夫妻倆以白天到唱片行工作，晚上在咖啡館打工營生。三年後再以250萬日幣現金與銀行貸款250萬日幣，在東京西郊國分寺車站南口的地下一樓開設一家以村上寵物為名的爵士咖啡館「Peter Cat」。白天賣咖啡，晚上變酒吧。由於當時在武藏野附近住著許多爵士音樂家，村上將以前用過的直立式鋼琴搬入店中，邀請向井滋春、高瀨亞紀、杉本喜代志、大友義雄、植松孝夫、古澤良志郎、渡邊文男等人在週末舉行現場演奏，村上在回憶此事時說道，即便酬勞微薄，但彼此仍十分愉快。這段期間，村上一面經營爵士小店觀察芸芸眾生，一面讀書，把能找到的小說都閱讀完畢。
學潮結束後，由於早稻田大學採取繳修學分的學費就可以完成學業的制度，村上在半工半讀的情況下，總算於1975年以論文美國電影中的旅行觀拿到大學學位，爵士店的生意也越作越好。1977年搬遷到東京都內的千馱谷，店面較前寬敞明亮，為方便現場演奏而使用平台型鋼琴、借了新的貸款，店內裝潢將貓的主題發揮得淋漓盡致，甚至還有愛貓人雜誌前來專訪。

### 小說家之路
29歲那年，一場球賽成為改變村上春樹命運的導火線，他曾在柏克萊大學的一場演講上表示：
|  | 「1978年4月，有一天我突然想寫小說。…當天下午我正在看棒球，坐在外野區，一邊喝著啤酒。…我最喜歡的球隊是養樂多隊，當天是和廣島隊比賽。養樂多隊在一局下上場的第一棒是個美國人，大衛·希爾頓（Dave Hilton）。…我記得很清楚他是當年的打擊王，總之，投出的第一球就被他打到左外野，二壘安打。就是那時我起了這個念頭：我可以寫一本小說。」 |

球賽結束後村上就到文具店買了鋼筆和紙，開始創作他的第一部小說《聽風的歌》。每天爵士店打烊之後，村上就在廚房挑燈夜戰一兩個鐘頭進行小說寫作，但也由於寫作時間有限，間接形成第一本小說句子和章節都很短的特徵。這部小說大約花了村上六個月的時間完成，村上將作品投稿到文學雜誌《群像》的新作家文學競賽初試啼聲，結果一舉贏得1979年的群像新人獎。村上常說，如果當初沒有得獎，後來可能也不會寫小說了。之後村上應出版社之邀，先交出了一些短篇小說、翻譯作品和散文，隔年完成第二部長篇小說《1973年的彈珠玩具》，接續《聽風的歌》，描述主角們後來的遭遇。
1981年，村上夫婦賣掉經營多年的爵士小店，搬到船橋市專心寫作，第三部長篇小說《尋羊冒險記》。受村上龍啟發，村上嘗試寫出一部敘事連貫的小說，主要角色仍是前兩部作品裡的「我」和「老鼠」。這段時間村上開始過著規律的寫作生活，有充足的時間集中心力，因此第三部長篇小說句子變長，故事連貫，村上自述在這部小說裡風格有了相當大的轉變。
1985年費時八個月完成之長篇小說《世界末日與冷酷異境》出版，一舉拿下日本文壇大獎「谷崎潤一郎賞」，為日本二戰後首位青年得獎者。1986年起攜妻子在歐洲旅居三年，期中完成了日本近代文學史上銷量排名第一的長篇小說《挪威的森林》。該著作上下冊累積銷量達440萬本，讓村上的知名度在八十年代末達到最高峰，確立「八十年代文學旗手」之地位，並被譽為最能掌握都市人意識自我孤離與失落之作家。《挪威的森林》所帶來的高度關注與成功並未讓他感到愜意與喜悅，促使他打消了之前三年歐洲行返國後的久居日本念頭。追求良好寫作環境的村上於1991年應美國友人的邀約，旅居美國普林斯頓大學擔任訪問學者兼駐校作家，並在翌年擔任該校東方語文學系「日本文學」課程之客座講師（1992年）。旅居美國期間開始撰寫長篇小說「發條鳥年代記」三部曲，1995年初回到日本居住。
在1995年日本東京地鐵沙林毒氣事件發生九個月後，村上春樹鑒於媒體報導多忽略了「個人見證者」於事件經歷的主體性，於隨後約一年期間內參訪千餘位奧姆真理教事件受害者、見證者等其中六十二位。首度嘗試記實報導文學作品《地下鐵事件》一書中對見證者當天的經歷、現場行為反應，以及奧姆事件對價值觀之衝擊進行深刻詳實之記載。一年後的續作《約束的場所》則以平衡首作報導的立場與了解施害者可能動機作為探訪出發，記述親訪八位奧姆真理教信者的長篇記錄。前後兩作均為今日參考查閱<奧姆地下鐵事件>資料中，以報導文學角度探索奧姆事件對日本國民意識衝擊之寶貴作品。
村上春樹生活規律，並以自我每日慢跑訓練、參與各地馬拉松長跑以及喜愛爵士樂、搖滾樂與美國當代著名作家費茲傑羅而聞名。旅遊足跡遍及歐洲大陸與南美墨西哥、中國、蒙古，亦有開車橫跨美國大陸之記錄。旅途記事與旅居隨筆散文詳見於《邊境、近境》、《終於悲哀的外國語》、《遠方的鼓聲》、《雨天、炎天》等書。
村上春樹寫作風格深受歐美文化薰陶，亦擅長歐美文學的翻譯。台灣出版的村上作品多由賴明珠翻譯，林少華則擔綱中國大陸近年村上作品出版的大部分譯作，兩位譯者不同的風格均成功地建立村上小說於華語世界之知名度與地位。九十年代起村上過去舊作與新作之英譯版本陸續問世，2003年長篇小說《海邊的卡夫卡》英譯本（2005年）名列紐約時報年度十大好書小說類首位；2006年亦獲法蘭茲卡夫卡獎與弗蘭克·奧康納（Frank O'Connor）國際短篇小說獎，村上於歐美文壇地位再創新高峰。
2006年下半起村上春樹應夏威夷大學之邀擔任客座教授講授文學課程至今。他自称自己的終極目標是寫出像俄國作家陀思妥耶夫斯基的作品《卡拉馬佐夫兄弟》般的鉅著，此作品即后来出版的《1Q84》。
2009年2月，村上获耶路撒冷文学奖。对于当时的领奖，村上先生将其视作是一种责任，“自己必须做，必须承担的事情，即使不喜欢、不愿意，在某种程度上也必须努力去做。”“耶路撒冷奖的获奖演说，是当时我能做的最大努力。我没法说得更多，但说得不够就毫无意义。我以为自己已经做到了极限，竭尽全力了。”“在一堵坚硬的高墙和一只撞向它的蛋之间，我会永远站在蛋这一边......”耶路撒冷市长在演讲结束后主动与村上先生握手，说：“这才是小说家的演讲。”
2018年，由于丑闻，当年的诺贝尔文学奖停頒，瑞典文化界人士則特別創立「新文學獎」，村上春樹也入圍，但他透過信件表示，非常感謝新文學獎主辦單位的提名，可是他想遠離媒體焦點，專注於寫作，因此希望將他從名單中撤下，最後村上退出新文學獎。
2018年8月5日，村上春樹在东京广播电台開設一档名为“村上调频”的节目，此後每月最后一个周日晚上七点村上春樹都會主持節目。
2018年11月，由於膝下無子，村上相隔37年首次在日本參加記者會，宣佈向母校早稻田大學捐贈原稿、藏書、各國翻譯的自著和近2萬件唱片珍藏等資料。2021年10月1日，以村上春樹為名的村上春樹圖書館在早稻田大學開館。

## 荣誉

### 文學獎項
- 1979年－《聽風的歌》獲得群像新人文學獎、芥川獎入圍
- 1980年－《1973年的彈珠玩具》芥川獎入圍
- 1982年－《尋羊冒險記》獲得野間文藝新人獎
- 1985年－《世界末日與冷酷異境》獲得谷崎潤一郎獎
- 1996年－《發條鳥年代記》獲得讀賣文學獎
- 1999年－《約束的場所》獲得桑原武夫學藝獎
- 2006年－捷克卡夫卡獎
- 2006年－短篇小說選集《盲柳、睡女》獲得法蘭克·歐康納國際短篇小說獎
- 2006年－《海邊的卡夫卡》獲得世界奇幻文學獎。
- 2006年－朝日獎（文學）
- 2007年－第一屆日本早稻田大學坪內逍遙大獎
- 2007年－《盲柳、睡女》獲得桐山獎[10]
- 2009年－以色列耶路撒冷獎[11]
- 2013年－《1Q84》獲得雅典文學獎2012年最佳外文小說
- 2014年－德國《世界報》文學獎
- 2016年－加泰羅尼亞國際獎
- 2016年－丹麥安徒生文學獎
- 2023年－阿斯圖里亞斯親王獎

### 榮譽博士
- 2007年－比利時列日大學榮譽博士
- 2008年－美國普林斯頓大學榮譽博士
- 2012年－美國夏威夷大學榮譽博士
- 2014年－美國塔夫茲大學榮譽博士
- 2016年－美國耶魯大學榮譽博士
- 2023年－澳門科技大學榮譽博士
- 2024年－日本早稻田大學榮譽博士
- 2025年－冰島大學榮譽博士

### 外国勋章
- 2018年－  艺术与文学指挥官勋章（法国文化部，2018年6月7日于东京颁发[12]）

## 作品

### 長篇小說
| 著作年代       | 中文譯名                       | 原文标题 |
| -------------- | ------------------------------ | -------- |
| 1979年         | 聽風的歌                       |          |
| 1980年         | 1973年的彈珠玩具               |          |
| 1982年         | 尋羊冒險記                     |          |
| 1985年         | 世界末日與冷酷異境             |          |
| 1987年         | 挪威的森林                     |          |
| 1988年         | 舞·舞·舞                       |          |
| 1992年         | 國境之南 太陽之西              |          |
| 1994年－1995年 | 發條鳥年代記                   |          |
| 1999年         | 人造衛星情人                   |          |
| 2002年         | 海邊的卡夫卡                   |          |
| 2004年         | 黑夜之後                       |          |
| 2009年－2010年 | 1Q84                           | 1Q84     |
| 2013年         | 沒有色彩的多崎作和他的巡禮之年 |          |
| 2017年         | 刺殺騎士團長                   |          |
| 2023年         | 城與不确定的墙                 |          |

### 短篇小说集
| 創作年份 | 日文名稱                                                                                        | 中英譯名 | 收錄於         |
| 1980年   | Chūgoku-iki no surou bōto                                                                       | 開往中國的慢船 （A Slow Boat to China） | 象的消失       |
| 1980年   | Binbō na obasan no hanashi                                                                      | 貧窮叔母的故事 （A 'Poor Aunt' Story） | 盲柳、睡女     |
| 1981年   | Nyū Yōku tankō no higeki                                                                        | 纽约煤矿的悲剧 （New York Mining Disaster） | 盲柳、睡女     |
| 1981年   | Supagetī no nen ni                                                                              | 義大利麵之年 （The Year of Spaghetti） | 盲柳、睡女     |
| 1981年   | Shigatsu no aru hareta asa ni 100-paasento no onna no ko ni deau koto ni tsuite                 | 四月一个晴朗的早晨,遇到百分之百的女孩 （On Seeing the 100% Perfect Girl One Beautiful April Morning）                                                                                   | 象的消失       |
| 1981年   | Kaitsuburi                                                                                      | Dabchick | 迴轉木馬的終端 |
| 1981年   | Kangarū-biyori                                                                                  | 看袋鼠的好日子 （A Perfect Day for Kangaroos） | 迴轉木馬的終端 |
| 1981年   | Kangarū tsūshin                                                                                 | 袋鼠通信 （The Kangaroo Communique） | 象的消失       |
| 1982年   | Gogo no saigo no shibafu                                                                        | 下午最后的草坪 （The Last Lawn of the Afternoon） | 象的消失       |
| 1983年   | Kagami                                                                                          | 镜 （The Mirror） | 迴轉木馬的終端 |
| 1983年   | Tongari-yaki no seisui                                                                          | 尖角酥盛衰記 （The Rise and Fall of Sharpie Cakes） | 迴轉木馬的終端 |
| 1983年   | Hotaru                                                                                          | 萤 （Firefly） | 迴轉木馬的終端 |
| 1983年   | Naya wo yaku                                                                                    | Barn Burning | 象的消失       |
| 1984年   | Yakyūjō                                                                                         | 棒球場 （Crabs） | 迴轉木馬的終端 |
| 1984年   | Ōto 1979                                                                                        | 嘔吐1979 | 迴轉木馬的終端 |
| 1984年   | Hantingu naifu                                                                                  | 猎刀 （Hunting Knife） | 迴轉木馬的終端 |
| 1984年   | Odoru kobito                                                                                    | 跳舞的小人 （The Dancing Dwarf） | 象的消失       |
| 1985年   | Rēdāhōzen                                                                                       | Lederhosen | 象的消失       |
| 1985年   | Panya saishūgeki                                                                                | 再袭面包店 （The Second Bakery Attack） | 象的消失       |
| 1985年   | Zō no shōmetsu                                                                                  | 象的消失 （The Elephant Vanishes） | 象的消失       |
| 1985年   | Famirī afea                                                                                     | 家務事 A Family Affair | 象的消失       |
| 1986年   | Rōma-teikoku no hōkai・1881-nen no indian hōki・Hittorā no pōrando shinnyū・soshite kyōfū sekai | 罗马帝国的崩溃 一八八一年印第安人起义 希特勒入侵波兰以及狂风世界 （The Fall of the Roman Empire, The 1881 Indian Uprising, Hitler's Invasion of Poland, And The Realm of Raging Winds） | 象的消失       |
| 1986年   | Nejimaki-dori to kayōbi no onnatachi                                                            | 拧发条鸟和星期二的女郎们 （The Wind-up Bird And Tuesday's Women） | 象的消失       |
| 1989年   | Nemuri                                                                                          | 眠 （Sleep） | 象的消失       |
| 1989年   | TV pīpuru no gyakushū                                                                           | 电视人 （TV People） | 象的消失       |
| 1989年   | Hikōki-arui wa kare wa ika ni shite shi wo yomu yō ni hitorigoto wo itta ka                     | Aeroplane: Or, How He Talked to Himself as if Reciting Poetry | 迴轉木馬的終端 |
| 1989年   | Warera no jidai no fōkuroa-kōdo shihonshugi zenshi                                              | A Folklore for My Generation: A Prehistory of Late-Stage Capitalism | 迴轉木馬的終端 |
| 1990年   | Tonī Takitani                                                                                   | 東尼瀧谷 （Tony Takitani） | 迴轉木馬的終端 |
| 1991年   | Chinmoku                                                                                        | 沉默 （The Silence） | 象的消失       |
| 1991年   | Midori-iro no kemono                                                                            | 綠獸 （The Little Green Monster） | 象的消失       |
| 1991年   | Kōri otoko                                                                                      | 冰男 （The Ice Man） | 盲柳、睡女     |
| 1991年   | Hito-kui neko                                                                                   | Man-Eating Cats | 盲柳、睡女     |
| 1995年   | Mekurayanagi to, nemuru onna                                                                    | 盲柳,及睡女 （Blind Willow, Sleeping Woman） | 盲柳、睡女     |
| 1996年   | Nanabanme no otoko                                                                              | 第七位男士 （The Seventh Man） | 盲柳、睡女     |
| 1999年   | UFO ga kushiro ni oriru                                                                         | UFO in Kushiro | 地震之後       |
| 1999年   | Airon no aru fūkei                                                                              | Landscape with Flatiron | 地震之後       |
| 1999年   | Kami no kodomotachi wa mina odoru                                                               | （All God's Children Can Dance） | 地震之後       |
| 1999年   | Tairando                                                                                        | 泰國 （Thailand） | 地震之後       |
| 1999年   | Kaeru-kun, Tōkyō wo sukū                                                                        | 青蛙君救东京 （Super-Frog Saves Tokyo） | 地震之後       |
| 2000年   | Hachimitsu pai                                                                                  | 蜂蜜饼 （Honey Pie） | 地震之後       |
| 2002年   | Bāsudei gāru                                                                                    | Birthday Girl | 盲柳、睡女     |
| 2005年   | Gūzen no tabibito                                                                               | 偶然的旅人 （Chance Traveller） | 盲柳、睡女     |
| 2005年   | Hanarei Bei                                                                                     | 哈纳莱伊湾 （Hanalei Bay） | 盲柳、睡女     |
| 2005年   | Doko de are sore ga mitsukarisō na basho de                                                     | 在所有可能找见到场所 （Where I'm Likely to Find It） | 盲柳、睡女     |
| 2005年   | Hibi idō suru jinzō no katachi wo shita ishi                                                    | 天天移動的腎形石 （The Kidney-Shaped Stone That Moves Every Day） | 盲柳、睡女     |
| 2005年   | Shinagawa saru                                                                                  | 品川猴 （A Shinagawa Monkey） | 盲柳、睡女     |
| 2005年   | Tōkyōkitanshū                                                                                   | 东京奇谭集 （Five Strange Tales from Tokyo） |                |
| 2014年   | On'na no inai otoko-tachi                                                                       | 沒有女人的男人們 （Men Without Women） |                |
| 2020年   | 一人称単数                                                                                      | 第一人称单数 （First Person Singular: Stories） |                |

### 短篇小說集（中文版）
- 1992 - 遇見100％的女孩（1995 二版）
- 1998 - 萊辛頓的幽靈（2005 二版）
- 1998 - 開往中國的慢船
- 1999 - 迴轉木馬的終端
- 1999 - 螢火蟲
- 1999 - 麵包店再襲擊
- 2000 - 電視人
- 2000 - 神的孩子全跳舞
- 2006 - 東京奇譚集
- 2014 - 沒有女人的男人們
- 2021 - 第一人稱單數

### 精裝插畫版短篇小說
- 2012 - 睡
- 2013 - 襲擊麵包店
- 2014 - 圖書館奇譚

### 散文隨筆
- 1983 - 象工場的HAPPY END（象工場のハッピーエンド）安西水丸/插圖
- 1984 - 村上朝日堂（村上朝日堂）
- 1986 - 村上朝日堂反擊（村上朝日堂の逆襲）
- 1986 - 蘭格漢斯島的午后（ランゲルハンス島の午後）安西水丸/插圖
- 1987 - 懷念的一九八○年（'The Scrap', 懐かしの一九八〇年代）
- 1987 - 日出國的工場（日出る国の工場 ）安西水丸/插圖
- 1989 - 村上朝日堂嗨嗬！（村上朝日堂 はいほー！）
- 1994 - 終於悲哀的外國語（やがて哀しき外国語）
- 1995 - 夜之蜘蛛猴 （夜のくもざる）安西水丸/插圖
- 1996 - 尋找漩渦貓的方法（うずまき猫のみつけかた）
- 2001 - 村上收音機（村上ラジオ）
- 2005 - 給我搖擺，其餘免談（意味がなければスイングはない）
- 2007 - 關於跑步，我說的其實是......（走ることについて語るときに僕の語ること）/ 当我谈跑步时我谈些什么
- 2010 - 村上朝日堂是如何鍛造的
- 2011 - 雜文集  安西水丸x 和田誠/插圖
- 2011 - 村上收音機2
- 2012 - 村上收音機3
- 2015 - 身為職業小說家 / 我的职业是小说家
- 2020 - 棄貓：關於父親，我想說的事
- 2020 - 村上T 我喜爱的T恤们
- 2021 - 村上私藏：怀旧美好的古典乐唱片
- 2022 - 村上私藏：怀旧美好的古典乐唱片2

### 游记
- 1990 - 遙遠的太鼓/遠方的鼓聲（遠い太鼓）
- 1990 - 雨天炎天
- 1998 - 邊境·近境（辺境·近境）
- 2000 - 如果我們的語言是威士忌（もし僕らのことばがウィスキーであったなら）
- 2015 - 你說，寮國到底有什麼？

### 纪实文學
- 1997 - 地下鐵事件（アンダーグラウンド）
- 1998 - 約束的場所：地下鐵事件Ⅱ（約束された場所で）
- 2004 - Sydney！－悉尼！村上的奧運日誌（シドニー!）

### 翻譯
- 1996 - バビロンに帰る（Babylon Revisited）
- 1996 - 心臓を貫かれて（Shot In The Heart）
- 2002 - 誕生日の子どもたち（Children On Their Birthday）
- 2002 - 英雄を謳うまい（The Complete Works of Raymond）
- 2003 - キャッチャー・イン・ザ・ライ（The Catcher in the Rye）
- 2006 - 大亨小傳グレート・ギャツビー（The Great Gatsby）
- 2015 - 第11本小說, 第18本書 (Novel 11, Book 18)

### 共同創作作品
- 1981 - Walk, don't run／與村上龍對談
- 1981 - 夢中見／與系井重里合著
- 1985 - 羊男的聖誕節／佐佐木MAKI 繪圖，村上春樹 寫作
- 1996 - 村上春樹去見河合隼雄／與河合隼雄對談
- 1998 - 毛茸茸／安西水丸 繪圖，村上春樹 寫作
- 1998 - 爵士群像／和田　誠 繪圖，村上春樹 寫作
- 2003 - 爵士群像2／和田　誠 繪圖，村上春樹 寫作
- 2011 - 和小澤征爾先生談音樂／小澤征爾，村上春樹
- 2017 - 貓頭鷹在黃昏飛翔／川上未映子 問，村上春樹 答

### 作品影劇改編
- 1981 - 長篇小說聽風的歌由大森一樹執導電影版
- 2004 - 短篇小說東尼瀧谷由市川隼執導電影版
- 2007 - 短篇小說神的孩子都在跳舞由美籍導演Robert Logevall執導電影版
- 2010 - 長篇小說挪威的森林由法籍越南導演Anh Hung Tran （页面存档备份，存于）執導挪威的森林。
- 2018 - 短篇小說燒掉柴房由韓國導演李滄東改編執導電影燃燒烈愛。
- 2021 - 短篇小說〈在車上（日语：ドライブ・マイ・カー (村上春樹)）〉由日本導演濱口龍介改編指導電影在車上，並榮獲坎城影展、金球獎等多項大獎。

## 个人生活
自稱寫小說，僅需要一個明確且具體的開場便有信心將其完美結束。也視眾多作品之間，相對題材的不同與發展方向，為自我寫作能力的淬煉。「就像是運動般，這個月鍛鍊右臂肌肉，下個月鍛鍊大腿肌肉……如此而已」。
爵士樂對村上春樹寫作風格的形塑有極大影響。「若沒有迷醉於音樂，我可能不會成為小說家。」
將自我成為日本現代小說大家的原因總結於「天賦」。自認身體內有一股驅使他寫作的本能，這麼一來就不得不去寫。
采访中谈道：“我本来就喜欢写对话，从没感到过辛苦。叙事部分倒是改了又改，但对话部分一旦写好就不太修改。在日常生活中，若要归类的话我算是个沉默寡言的人，不善于说话。所以有点不可思议，哪怕一个星期不和人说话，我也不会感到痛苦。当然，难得享受这样的奢侈（笑）。”
村上春樹為了將生活過得充實，有一些屬於他的小堅持，像是堅持早睡早起，關於工作絕不拖拖拉拉，堅持跑步，對於吃這件事非常講究等等，也許這樣的生活在旁人眼裡看來是枯燥乏味的，但是村上春樹卻認為自己的感受才是對重要的，能在漫長生活中找到屬於自己的節奏和步調是非常重要的。
生活习惯方面，村上先生有其自己的节奏跟既定规则，写长篇小说时，基本上凌晨四点左右起床，也常有两三点半起床就马上开始工作的情况。且都是自然醒，一醒来就全面进入状态，立即开始工作。泡一杯咖啡，弄点小点心，比如半个烤饼、羊角面包之类，吃完后就坐到电脑前，马上开始工作。不拖拖拉拉。他认为习惯非常重要，不论如何立即动笔，写小说时一般不听音乐。每天并不完全相同，一般工作五六个小时，到早上九点钟为止。七点左右会烤一块奶酪土司吃，不花时间。接着就不和任何人说话，埋头写作。之后通常去跑步，大致跑一小时，跑完后做翻译，下午两点左右结束，接着就随心所欲，读读书、听听音乐、散散步、去买旧唱片、做做菜。
对于写作，村上先生写小说时一般不听音乐，写作时不和任何人说话，写完十页（指每页四百字的稿纸）就停笔，相当于村上先生所用苹果电脑的两屏半，他从写《寻羊冒险记》起就没怎么改变，写完约九、十点，立即停笔，“哪怕心里很想再写一点也不写了，但写完八页就觉得写不下去的时候，无论如何也要写满十页。而想继续写下去的时候不写。把想继续的心情保持到第二天。可能因为我是个长距离跑者的缘故吧。要是马拉松比赛的话，即便觉得今天跑不动了，也不可能在四十公里的地方停下不跑，而想继续跑下去，也不能特意跑个四十五公里。这是既定的规则。” 村上先生每天的工作是从修改前一天写的十页，然后接着写下去。不过不会改得面目全非，基本是理顺一点、添加一点、删除一点，整理的更为流畅。正式的修改是在第二稿后。借着修改前一天内容的劲头，向新的领域推进。 且村上先生认为，作者应该是最后一位谈论自己作品的人，完成的作品不管是短篇或是長篇、散文隨筆，一旦出版就會盡自己所能加以忘掉來進行新的作品，也不會再翻看。曾有讀者向村上表示對小說作品的肯定，村上卻對自己寫過的該段小說情節毫無印象。
对于跑步，在长达四分之一个世纪里，日日都坚持跑步，各色各样的思绪从心底涌起。2009年出版随笔集《關於跑步，我說的其實是……》。村上先生每天的跑步基本安排在九点或十点工作结束之后，冬天早起跑步太冷，就在下午或者傍晚跑。夏天的话白天跑步太热，就在早晨凉爽的时候跑，然后再工作。这是随季节而定的。每天跑大约一小时或游一小时泳，这是日常生活的一部分，跑步线路都是定好的，事先会考虑好选择哪条，线路不同距离不同，大致的目标是一小时，有时为了打乱节奏，就在跑道上跑，用计时器计算时间，增加运动量进行练习。
对于翻译，一般安排在跑步之后，不规定翻译工作的页数。“一边听音乐一边尽情翻译，不想做了就停笔。和小说不同，不规定工作量，是极单纯的全憑个人爱好在做。”对于“乐意翻译某些特定小说家的作品的判断标准是什么，此外为什么能够坚持翻译工作”的问题，村上先生具体答道：“不管怎么说，首先是敬意，对文学而言，尊敬之心十分重要。如果没有对前辈作家的敬意，就写不了小说和文章。小说家肯定要向别人学习。不这样做就写不了书。翻译也是一样，没有敬意做不了翻译。因为那是非常细致的工作。第二，作为作家，做翻译也是一种学习。就像古人抄书写经一样，把英语单词一个一个地转变成日语，从中学习如何遣词用字，如何赋予文章节奏，如何写小说。尤其是我，没有教我写文章的老师，也没有舞文弄墨的朋友，对小说的写作方法也一无所知。通过翻译，更多是仔细地实地学习了小说的构造。对我来说就像学校一样。第三是语言问题。我在小说中诠释着什么，或者说怎样进行意义置换，翻译就是在语言层面上进行这种置换。与小说的意义置换遥相呼应。这个英语置换成日语会怎么样——就像在大脑中做拼图游戏，再怎么做也不会厌倦，但必须尽可能正确地完成每次置换。”
对于用餐，“喝一点白葡萄酒或啤酒，再吃点生鱼片、凉拌豆腐，觉得饱了，就放下筷子不吃了，这种情况常有。一旦养成了活动身体的习惯，就会知道今天大概这些就够了。没有饭和味增汤就像没有吃饭这种说法，我认为只是形式主义的迷信。当我知道自己的身体只需要这些时，马上就不再吃了。”
对于饮酒，则是适量，平时喝两杯葡萄酒，因为睡得早，不会喝太多。有时想多喝两杯就会选择威士忌加冰块，一个人喝。并表示沉浸在音乐和读书中，心情不错时就会多喝一点，难得这样，不过不管喝多少也不会宿醉的，早晨起床后就神清气爽了。
对于音乐，村上先生表示什么音乐都听。不管是爵士乐、古典乐还是摇滚乐。个人收藏有约一万张唱片，约两三千张CD，习惯喝着酒，全神贯注的听。一般九点入睡，偶尔沉浸在音乐中的时候，等回过神来已是深夜。基本都听密纹唱片。在工作时听CD，一边翻译一边听，想集中精力欣赏多半会选择密纹。跑步时用iPod。把爵士、摇滚、古典打乱顺序全放进去，一边跑一边听。
对于服装，村上先生抱以较为随意的态度，衣服几乎都是在美国买的，而且从袜子到内衣全是自己买的。买的基本都是休闲品牌例如 GAP、Banana Republic、Ralph Lauren。在东京几乎不买衣服，但每年會到川久保玲成立的Comme des Garçons购买衣服。村上春樹認為他擁有大約 200 件T恤。
对于旅行，早在村上先生念大学时，就常常一个人背着睡袋到处走。“我以前好像就有自己的步调，不能很好地与别人步调一致，所以不管去哪儿都是一个人。”村上先生去过很多地方，“所有地方我都去过。去了东北、九州还有北陆。另外，还常常在淀桥净水厂那一带露营。从前新宿西口周围好像什么也没有，淀桥净水厂就在空旷的野地里。”对于为什么会这么做，“是呀，为什么呢？只是不由自主，因为我喜欢露营。不过，也有像我一样喜欢露营的家伙，偶然碰到了一起，东扯西扯地聊天，很有趣啊。”现如今，村上先生每天的既定习惯会在旅行时暂停，“旅行时什么也不做。不带电脑去旅行，就像停电。”

## 外部連結
- 村上春樹官方网站 （页面存档备份，存于）